# Giorgio Degola
Giorgio Degola (Albinea, 9 agosto 1923 – Albinea, 27 dicembre 2018) è stato un politico italiano.

## Biografia
Da giovane si unì alla Resistenza nelle ultime fasi della Seconda guerra mondiale. Ingegnere e imprenditore edile, nel dopoguerra fu titolare della ditta "Degola e Ferretti" e presidente della Camera di Commercio di Reggio Emilia. Appassionato di calcio, è stato per 35 anni dirigente della Reggiana.
Impegnato in politica con la Democrazia Cristiana, venne eletto senatore della Repubblica alle elezioni del 1976, confermando  il seggio anche a quelle del 1979 e del 1983. Concluse il proprio mandato parlamentare nel 1987.
Sposato, ebbe tre figli. Morì il 25 dicembre 2018 all'età di 95 anni.